# Montreux III
Montreux III – koncertowy album amerykańskiego pianisty jazzowego Billa Evansa i towarzyszącego mu
kontrabasisty Eddiego Gómezaa.
Nagrania zarejestrowano 20 lipca 1975 r. w sali Casino De Montreux podczas występu muzyków na jazzowym festiwalu w Montreux. Zapowiedź koncertu wygłoszona przez dyrektora festiwalu Claude'a Nobsa. Był to trzeci z kolei album rejestrujący występy Evansa na szwajcarskim festiwalu. Wcześniej ukazały się Montreux II (w 1970 r.), a w 1968 r. Bill Evans at the Montreux Jazz Festival. LP został wydany w 1976 r. przez wytwórnię Fantasy Records.

## Muzycy
- Bill Evans – fortepian, fortepian elektryczny
- Eddie Gomez – kontrabas

## Lista utworów
Strona A
| 1. | "Elsa" (Earl Zindars)                   | 7:28  |
|    |                                         |       |
| 2. | "Milano" (John Lewis)                   | 4:40  |
|    |                                         |       |
| 3. | "Venutian Rhythm Dance" (Clive Stevens) | 4:27  |
|    |                                         |       |
| 4. | "Django" (J. Lewis)                     | 6:18  |
|    |                                         |       |
|    |                                         | 22:53 |
|    |                                         |       |
Strona B
| 5. | "Minha (All Mine)" (Francis Hime)                                  | 4:11  |
|    |                                                                    |       |
| 6. | "Driftin'" (Dan Haerle)                                            | 5:12  |
|    |                                                                    |       |
| 7. | "I Love You" (Cole Porter)                                         | 6:38  |
|    |                                                                    |       |
| 8. | "The Summer Knows" (Alan Bergman, Marilyn Bergman, Michel Legrand) | 3:24  |
|    |                                                                    |       |
|    |                                                                    | 19:25 |
|    |                                                                    |       |

## Informacje uzupełniające
- Producent – Helen Keane
- Inżynier dźwięku – John Timberly
- Inżynier remiksujący – Don Cody
- Mastering – David Turner
- Dyrekcja artystyczna – Phill Carroll
- Zdjęcia – Giuseppe Pino